# Pseudoclardea leguati
Pseudoclardea leguati är en insektsart som först beskrevs av Frederick Arthur Godfrey Muir 1925.  Pseudoclardea leguati ingår i släktet Pseudoclardea och familjen Tropiduchidae. Inga underarter finns listade i Catalogue of Life.